# فست اکس‌آی
فست اکس‌آی (انگلیسی: Fast XI) فیلم اکشن آمریکایی است. این فیلم دنبالهٔ فست اکس (۲۰۲۳) و یازدهمین و آخرین قسمت مجموعه فیلم سریع و خشن است. لویی لتریر کارگردان این فیلم خواهد بود که کارگردانی قسمت قبلی فست اکس را نیز بر عهده داشت. فیلم‌نامه‌نویسان این فیلم، کریستینا هادسون و اورن اوزیل هستند.
تولید یازدهمین فیلم اصلی سریع و خشن در اکتبر ۲۰۲۰ آغاز شد. وین دیزل دربارهٔ ساخت یازدهمین فیلم اصلی از ژوئن ۲۰۲۱ تا مارس ۲۰۲۳ صحبت کرد. لتریر به عنوان کارگردان بازگشت و هادسون و اوزیل برای فیلم‌نامه‌نویسی در آوریل ۲۰۲۳ استخدام شدند و در اوایل ماه مه اعلام شد که دواین جانسون در این فیلم حضور خواهد داشت. پیش تولید فیلم به دلیل اختلافات کارگری هالیوود ۲۰۲۳ به حالت تعلیق درآمد. عنوان این فیلم در فوریه ۲۰۲۴ رونمایی شد و زک دین داستان این فیلم را در ژوئن نوشته است. فیلم‌برداری در سال ۲۰۲۵ آغاز خواهد شد. این فیلم در ایالات متحده در سال ۲۰۲۶ منتشر خواهد شد.

## بازیگران
- وین دیزل در نقش دومینیک تورتو
- دواین جانسون در نقش لوک هابز

## تولید

### فیلم‌برداری
تصویربرداری اصلی در اوایل سال ۲۰۲۵ آغاز خواهد شد. در ابتدا برای فیلم‌برداری متوالی به همراه فست اکس با تاریخ آغاز ژانویه ۲۰۲۲ برنامه‌ریزی شده بود.

## انتشار
فست اکس‌آی در سال ۲۰۲۶ در ایالات متحده منتشر خواهد شد. این فیلم قبلاً برای انتشار در ۴ آوریل ۲۰۲۵ برنامه‌ریزی شده بود.